# Kriecherl
Kriecherl (auch Kriacherl oder Kriachal) ist ein im bairischen Sprachraum – vor allem in Österreich – verwendeter Sammelbegriff für verschiedene Unterarten der Pflaume (Prunus domestica). Die Bezeichnung ist nicht einer konkreten Art zuzuordnen, auch das amtliche Österreichische Wörterbuch definiert den Begriff unkonkret als „Name verschiedener Pflaumensorten“. Die Verwendung des Begriffes variiert regional und hängt meist davon ab, welche Kriecherl-Sorte regional häufig anzutreffen ist. Dadurch ist mancherorts das typische Kriecherl gelb, in anderen Regionen blau; außerdem gibt es in verschiedenen Abstufungen auch rote Varianten.
Gemeint ist meist die subsp. insititia (Kriechen-Pflaume), die subsp. syriaca (Mirabelle) wird gelegentlich den Kriecherln zugeordnet oder auch davon unterschieden.